# Мононобэ-но Мория
Мононобо-но Мория (яп. 物部 守屋; погиб в 587) — японский аристократ, глава клана Мононобэ, носивший титул о-мурадзи. Был врагом буддизма. В 587 году поддержал претендента на престол принца Анахобэ в его борьбе со ставленником клана Сога принцом Оэ, потерпел поражение и погиб.

## Биография
Мононобэ-но Мория принадлежал к одному из самых древних и влиятельных родов Ямато VI века. Он носил титул о-мурадзи, главы клана, который унаследовал от отца, Мононобэ-но Окоси. В соответствии с семейными традициями Мория был ярым противником буддизма, укоренявшегося в Ямато из-за континентального влияния. Его главным союзником был Накатоми-но Кацуми, главным врагом — Сога-но Умако. При императоре Бидацу (572—585) Мононобэ и Накатоми ненадолго добились успеха, но следующий правитель, император Ёмэй, стал буддистом.
После смерти Ёмэя в 587 году Мория поддержал претензии на престол принца Анахобэ, в то время как Сога-но Умако выдвинул своего кандидата, принца Оэ. Конфликт быстро перерос в открытую войну, в ходе которого Мория поджигал буддийские храмы и сбрасывал изображения Будды в каналы. В битве при Сигисане Сога одержали победу, Мононобэ-но Мория и Накатоми-но Кацуми погибли в схватке.
Согласно «Нихон сёки», в бою Мория взобрался на дерево эноки и «сыпал сверху стрелами, как дождём», но воин по имени Томи-но Обито Итипи застрелил его из лука.